# Ilimpeja
Ilimpeja (rusky Илимпея) je řeka v Evenckém rajónu v Krasnojarském kraji v Rusku. Je dlouhá 611 km. Povodí řeky má rozlohu 17 400 km².

## Průběh toku
Pramení na Středosibiřské vrchovině a protéká skrze ni. Ústí zleva do Dolní Tunguzky (povodí Jeniseje).

### Přítoky
- zleva – Limptekan, Sungnumo.

## Vodní režim
Zamrzá na konci října a rozmrzá na začátku května.

## Využití
Vodní doprava není kvůli peřejím možná.